# Computer-aided software engineering
Pour les articles homonymes, voir CASE.

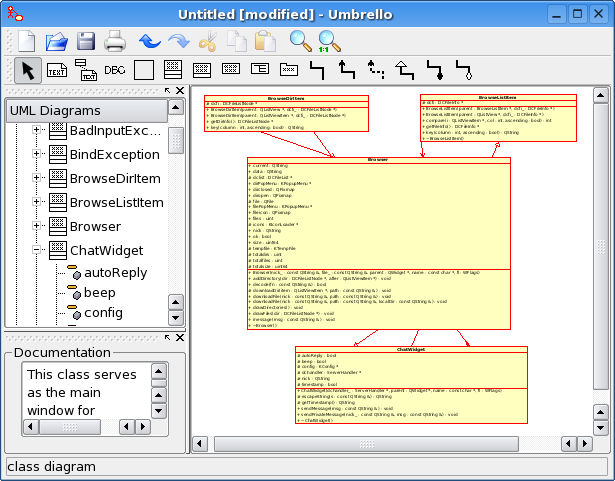
Exemple de CASE

En informatique, CASE (pour computer-aided software engineering, en français génie logiciel assisté par ordinateur) désigne les environnements de développement graphiques qui facilitent la création rapide de logiciels. 
Ces environnements de développement sont notamment très utilisés dans le cas d'un cycle de développement de type RAD (Rapid Application Development).